# جوان روبنسون (اقتصادي)
جوان روبنسون (بالإنجليزية: Joan Violet Robinson )‏ (و. 1903 – 1983 م) هي اقتصادية، وأستاذ جامعي من المملكة المتحدة، والمملكة المتحدة لبريطانيا العظمى وأيرلندا، وكانت عضوةً في الأكاديمية الأمريكية للفنون والعلوم، والأكاديمية البريطانية، توفيت في كامبريج، عن عمر يناهز 80 عاماً.

## سيرتها الذاتية
قبل رحيله كي يحارب في حرب البوير الثانية، تزوج والدها، فريدريك بارتون مورس، ماغاريت هيلين مارش، ابنة فريدريك هاورد مارش، في كنيسة القديس جورج في هانوفر. وُلدت جوان مورس عام 1903، بعد سنة واحدة من عودة والدها من إفريقيا.
خلال الحرب العالمية الثانية، عملت روبنسون لدى لجان قليلة لصالح الحكومة الوطنية في زمن الحرب. خلال هذا الوقت، زارت كلاً من الاتحاد السوفيتي والصين، وامتلكت اهتماماً بالبلدان المتخلفة النامية. كانت روبنسون زائراً مألوفاً لدى مركز الدراسات التنموية (سي دي إس) في تريفاندروم في الهند. كانت زميلة زائرة في المركز في منتصف السبعينيات. ووضعت هِبةً ماليةً لدعم المحاضرات العامة في المركز. كانت زائراً مألوفاً في المركز، وشاركت حتى يناير 1982، وشاركت في جميع أنشطة المركز، خصوصاً الحلقات الدراسية للطلاب. تبرعت البروفيسورة روبنسون بالحقوق الفكرية لاثنين من كتبها لمركز الدراسات التنموية، هما (كتابات اقتصادية مختارة، الصادر عن مطبعة جامعة أكسفورد، وذلك في مومباي عام 1974، ومدخل إلى الاقتصاد المعاصر (بشراكة مع جون إيتول) الصادر عن دار تاتا ماغراو هيل، وذلك في ديلهي عام 1974).
ذهبت روبنسون أيضا برحلات عدة إلى الصين، إذ أوردت ملاحظاتها وتحليلاتها في تقاريرها: الصين: أفق اقصادي (1958)، والثورة الثقافية في الصين (1969)، والإدارة الاقتصادية في الصين (1975، وصدرت الطبعة الثالثة عام 1976)، إذ أشادت بالثورة الثقافية. في أكتوبر 1964، زارت روبنسون أيضا كوريا الشمالية التي طبقت إصلاحات اجتماعية تنظيمية في ذلك الوقت، وكتبت في تقريرها (المعجزة الكورية) ما يلي: «يعود نجاح البلاد إلى التركيز الشديد للكوريين على الكبرياء الوطني تحت حكم كيم إل سونغ، المسيح لا الديكتاتور». صرحت أيضا في إشارة إلى انقسام الكوريتين: «يجب على كوريا أن يجب تتحد بالتأكيد عاجلا أم آجلا، وذلك عن طريق استيعاب الجنوب بالاشتراكية». خلال عقدها الأخير من حياتها، تشاءمت أكثر بشأن احتماليات إعادة صياغة النظرية الاقتصادية، وعبرت عن ذلك -على سبيل المثال- في مقالتها «تطهير الربيع». 

### تعليمها
درست علم الاقتصاد لدى كلية غيرتون في جامعة كامبردج، وتخرجت على إثرها عام 1925. تزوجت عالم الاقتصاد، أوستن روبنسون. في عام 1937، أصبحت محاضِرة في علم الاقتصاد في جامعة كامبردج. انضمت إلى الأكاديمية البريطانية عام 1958، واختِيرت لزمالة في كلية نيونهام عام 1962. في عام 1965، تكلفت في منصب بروفيسورة دائمة وزميلة في كلية غريتون. في عام 1979، قبل أربع سنوات من وفاتها، أصبحت أول امرأة تحظى بالزمالة الفخرية في كلية كينغ.
بصفتها عضو في «مدرسة كامبردج» لعلم الاقتصاد. ساهمت روبنسون بدعم وشرح نظرية كينزي العامة. إذ كتبت بشكل أخص في آثارها التوظيفية في عامي 1936 و1937 (أي محاولتها لشرح التوظيف الديناميكي خلال الكساد العظيم).

### أعمالها
صاغت روبنسون في كتابها الصادر عام 1933 بعنوان «علم الاقتصاد لمنافسة غير نزيهة» مصطلح «احتكار الشراء» الذي يُستخدم لوصف المشتري المخالف من احتكار البائع. يطبق احتكار الشراء عادةً على مشتري العمل، إذ يتمتع صاحب العمل عادةً بسلطة تحديد الأجور التي تسمح له بممارسة الاستغلال البيغويفاني (دفع أجور للعمال أقل من قيمة إنتاجيتهم الصافية). استخدمت روبنسون احتكار الشراء لوصف فجوة الأجور بين الرجال والنساء المتساوين في الإنتاجية.
في عام 1942، ركزت مقالة روبنسون الشهيرة عن الاقتصاد الماركسي على كارل ماركس بصفته اقتصادياً، فساعدت في إعادة إحياء النقاش حول مزايا إرثه الذي تركه خلفه.
في عام 1956، نشرت روبنسون تحفتها «تراكم رأس المال» الذي وسع الكينيزية إلى المدى الطويل.
عام 1962، نشرت «مقالات في نظرية النمو الاقتصادي»، وهو كتاب آخر في نظرية النمو، ناقشت فيه مسارات عصر النمو الذهبي. طورت بعد ذلك المسارات الاقتصادية لجامعة كامبردج مع نيكولاس كالدور. اختِيرت لتنال العضوية الفخرية الأجنبية من الأكاديمية الأمريكية للعلوم والفنون عام 1964.
مع اقتراب نهاية حياتها، درست وركزت على المشاكل المنهجية في الاقتصاد وحاولت استرداد الرسالة الأصلية لنظرية كينزي العامة. كتبت بين عامي 1962 و1980 العديد من الكتب الاقتصادية لعامة الناس. اقترحت روبنسون تطوير بديل لإعادة إحياء علم الاقتصاد الكلاسيكي.
كُتب كتاب «الثورة الثقافية في الصين» من وجهة نظر تحاول فهم التفكير الذي يكمن خلف الثورة، على وجه الخصوص انشغالات ماو زيدومغ الفكرية. يُنظر إلى ماو على أنه هادفٌ لاسترداد الحس الثوري في مجتمع عرف الشيوعية الثابتة فقط أو اعتاد عليها، إذ «يمكنه إعادة تثقيف الحزب» (صفحة 20,21)؛ أو لغرس إدراك أن الناس يحتاجون توجيه الحزب بنفس قدر ما في الاتجاه المعاكس (صفحة 20)؛ أو إعادة تثقيف المثقفين الذين فشلوا في رؤية أن دورهم في المجتمع مثل دورهم في المجموعات الأخرى، أي «لخدمة الشعب» (صفحة 33.34)؛ وأخيرا لتأمين الخلافة التي لا تُدار بالتسلسل الهرمي للحزب ولا حتى من قبل ماو ذاته، إنما بنتاج التفاعل بين الشعب المتنشط والحزب المتنشط (صفحة 26).
بالمجمل، يؤكد الكتاب الجوانب «المعتدلة الإنسانية» لنوايا ماو (صفحة 19) بدلا من «العنف والفوضى» التي أشعلت من حين لآخر، -كما قيل لنا من أحداث تعارض بشدة رغبات ماو- (نفس المصدر المذكور أعلاه). اعترفت روبنسون ويبدو أنها تؤيد مراجعة الماركسية من وجهة نظر ماو فيما يتعلق بعلاقة القاعدة بالبنية الفوقية: «من وجهة النظر الكلاسيكية، هناك تصميم باتجاه واحد بين القاعدة والبنية الفوقية، لكن ماو يوضح كيف يمكن للقاعدة أن تتفاعل مع البنية الفوقية: الأفكار قد تصبح قوة مادية» (نفس المصدر المذكور أعلاه).
في يونيو 2019، استخدمت المحكمة العليا في الولايات المتحدة نظرية احتكار الشراء لروبنسون في قرارها في قضية «آبل ضد بيبر». نفذ القاضي بريت كافونو رأي الأغلبية، قائلاً إنه بالإمكان مقاضاة شركة آبل من قِبل مطوريّ التطبيقات وفقاً لنظرية الاحتكار.

## إنجازاتها
في عام 1948، عُينت أول عضو اقتصادي في لجنة الاحتكارات والاندماجيات.
في عام 1949، دعاها رانجر فرينش كي تكون نائب الرئيس في جمعية الاقتصاد القياسي، لكنها رفضت بقولها إنها لا يمكن أن تصبح جزءاً من لجنة تحريرية لصحيفة لا تستطيع أن تقرأها.
خلال ستينيات القرن الماضي، شاركت بشكل أساسي في مناظرة كامبردج الكبرى جنباً إلى جنب مع بيرو سرافا.
في النهاية، فاز طالبا دراسا لديها بجائزة نوبل في الاقتصاد، هما: أمارتيا سين، وجوزيف شتيغلز. في ملاحظاته الذاتية لمؤسسة نوبل، وصف شتيلغز علاقتهما أنها «صاخبة» ووصف روبنسون بغير معتادة على «النوع المشكك في موقف الطالب الأمريكي»؛ بعد فترة، تحول شتيلغز إلى فرانك هان. في ملاحظته عن السيرة الذاتية الخاصة به، وصف سين روبنسون بأنها «رائعة للغاية لكنها غير متسامحة بشدة».
أثرت أيضا على رئيس الوزراء مانموهان سينغ الذي غير نهجه تجاه السياسات الاقتصادية.

## عائلتها
فريدريك بارتون مورس هو والد جوان، والدتها هي ماغاريت هيلين مارش.
تزوجت جوان زميلها الاقتصادي أوستن روبنسون عام 1926، وأنجبا ابنتين.
كان جراح لندن المتميز وأكاديمي جامعة كامبردج هوارد مارش جداً لجوان روبنسون الأم.

## تقديرها
في عام 2016، وافق مجلس جامعة كامبردج على استخدام اسم روبنسون لتمييز معالم مادية في جامعة «تنمية شمال غرب كامبردج». 

## أعمالها الرئيسة
- علم الاقتصاد لمنافسة غير نزيهة (1933).
- مقالة في الاقتصاد الماركسي (1942).
- وظيفة الإنتاج ونظرية رأس المال (1953).
- تراكم رأس المال (1956).
- تمارين في التحليل الاقتصادي (1960).
- مقالات في نظرية النمو الاقتصادي (1962).
- الفلسفة الاقتصادية: مقال عن التقدم في الفكر الاقتصادي (1962).
- الحرية والضرورة: مدخل لدراسة المجتمع (1970).
- بِدع اقتصادية: بعض الأسئلة قديمة الطراز في النظرية الاقتصادية (1971).
- المساهمات في الاقتصاد الحديث (1978).
- نصوص للقارئ العادي
- الاقتصاد هو موضوع خطير: اعتذار خبير اقتصادي لعالم الرياضيات والإنسان العادي (1932).
- مقدمة في نظرية العمالة (1937).
- الثورة الثقافية في الصين (1969).
- مقدمة في الاقتصاد المعاصر (1973) مع جون إيتول.
- سباق التسلح (1981)، محاضرات الدباغ حول القيم الإنسانية.

## روابط خارجية
- جوان روبنسون على موقع الموسوعة البريطانية (الإنجليزية)